# Alexander Balloch Grosart
Alexander Balloch Grosart (* 18. Juni 1827 in Stirling, Schottland; † 16. März 1899 in Dublin, Irland) war ein schottischer Geistlicher, Autor und Herausgeber. Einen Namen machte er sich vor allem mit der Neuausgabe und dem Nachdruck zahlreicher literarischer Werke insbesondere aus der elisabethanischen und jakobäischen Zeit.

## Leben
Alexander B. Grosart wurde am 18. Juni 1827 als Sohn eines Bauunternehmers in Stirling geboren. 1848 nahm er sein Studium an der Universität von Edinburgh auf und trat 1851 in die theologische Fakultät (Theological Hall) der Presbyterianer ein. Nach seiner Ordination zum Prediger war er 1856 bis 1865 als reformierter Geistlicher der United Presbyterian Church of Scotland, einer Vorgängerin der Vereinigten Freikirche Schottlands, in Kinross tätig. Danach wirkte er bis 1867 in der neu gegründeten Gemeinde Princes-Park in Liverpool und war anschließend von 1867 bis 1892 Geistlicher an der St. George’s Kirche in Blackburn.
1877 erwarb Grosart den literaturwissenschaftlichen Doktorgrad der Universität Edinburgh; er besaß daneben einen zweiten Doktorgrad der Universität Saint Andrews in Theologie.
Aus gesundheitlichen Gründen legte Grosart 1892 sein geistliches Amt nieder und trat in den Ruhestand. Er zog nach Dublin, wo er bis zu seinem Tode am 16. März 1899 lebte.
Bereits während seiner Zeit als Geistlicher trat er mit Neuausgaben sowie privaten Nachdrucken von über 140 seltenen oder schwer zugänglichen literarischen Werken englischer Autoren vor allem des ausgehenden 16. und frühen 17. Jahrhunderts hervor. Außerdem verfasste er zahlreiche Biografien von puritanischen Geistlichen sowie theologische Abhandlungen oder Schriften zu verschiedenen Themen.

## Editionen
Zu den ersten Autoren, deren Werke Grosart edierte, gehörten puritanische Schriftsteller und Theologen wie Richard Sibbes, Thomas Brooks und Herbert Palmer. 1865 folgte eine Ausgabe der Gedichte des schottischen Dichters Michael Bruce sowie 1867 ein Nachdruck der theologischen Abhandlung Demonologia Sacra Richard Gilpins. 1868 erstellte Grosart ein bibliografisches Verzeichnis der Schriften des puritanischen Geistlichen und Dichters Richard Baxter, bevor er sich bis 1876 mit der Edition seiner 39 Bände umfassenden Fuller Worthies Library befasste. Diese als private Subskription herausgegebene Sammlung umfasste beispielsweise die Werke von Thomas Fuller, Sir John Davies, Fulke Greville, Edward de Vere, Henry Vaughan, Andrew Marvell, George Herbert, Richard Crashaw, John Donne, Robert Southwell und Sir Philip Sidney. Die letzten vier Bände der Fuller Worthies Library Grosarts beinhalteten eine Neuausgabe der Werke wenig bekannter oder in anderer Weise nicht mehr zugänglicher Autoren vor allem des elisabethanischen und jakobäischen Zeitalters.
Neben weiteren Neuausgaben und Nachdrucken äußerst seltener Bücher oder Schriften im Rahmen der 38-bändigen Serie Occasional Issues of Unique and very Rare Books (1875–1881) veröffentlichte Grosart 1873 zudem eine vollständige Ausgabe der Gedichte von Richard Barnfield sowie 1876 der Gedichte von Robert Herrick und der Prosawerke von William Wordsworth. Anschließend arbeitete Grosart an der Chertsey Worthies Library mit Ausgaben der Werke von Nicholas Breton, Francis Quarles, Joseph Beaumont, Abraham Cowley, Henry More und John Davies of Hereford. Nach Abschluss der Editionsarbeit an dieser Sammlung widmete sich Grosart ab 1881 der Herausgabe der Huth Library, benannt nach dem bibliophilen Bankier und Sammler Henry Huth, der zahlreiche Originale der Nachdrucke Gosarts in seinen Händen hielt. Diese Sammlung beinhaltete Werke von Robert Greene, Thomas Nashe, Gabriel Harvey ebenso wie Prosaschriften von Thomas Dekker. Des Weiteren wurden unter der Herausgeberschaft Grosarts die Gesamtausgaben der Werke Edmund Spensers (in 10 Bänden zwischen 1880 und 1888) und Samuel Daniels (in 5 Bänden 1885 und 1886) als private Drucke veröffentlicht.
Darüber hinaus verfasste Grosart 1898 im Rahmen der Famous Scots Series eine Biografie des schottischen Nationaldichters Robert Fergusson. Schon zuvor galt er als ausgezeichneter Kenner Fergussons, dessen Gedichte er erstmals 1852 in gesammelter Form herausgegeben hatte.
Grosart schrieb ebenfalls zahlreiche Artikel für die Encyclopædia Britannica sowie verschiedene literarische und theologische Zeitschriften.

## Theologische Werke (Auswahl)
- Jesus 'mighty to save': Isaiah lxiii.1 or, Christ for all the world, and all the world for Christ (1863)
- Joining the Church, Or, Materials for Conversations Between a Minister and Intending Communicant (1865)
- The Lambs All Safe: Or, the Salvation of Children (1865)